# Křižanovice (Polsko)
Křižanovice (polsky Krzyżanowice, německy Kreuzenort) jsou vesnice v jižním Polsku ve Slezském vojvodství v okrese Ratiboř, sídlo gminy Křižanovice. Leží na Odře na historickém území Horního Slezska v blízkosti hranice s Českou republikou 15 km severně od Ostravy. V roce 2015 zde žilo 1 194 obyvatel.

## Dějiny a památky
První písemná zmínka o Křižanovicích pochází z roku 1285. Po staletí vesnice sdílela osudy Ratibořského knížectví, s nímž patřila k zemím Koruny české a v roce 1742 byla v důsledku rozdělení Slezska na základě Berlínského míru připojena k Prusku. Na území pruského a německého státu se pak v rámci okresu Ratiboř (Landkreis Ratibor) nacházela až do konce druhé světové války. Od roku 1945 je součástí Polska, žije zde početná německá menšina.
V letech 1770–1930 bylo zdejší panství majetkem Lichnovských z Voštic. Významným představitelem rodu, který se narodil ve Křižanovicích, byl diplomat Karel Max Lichnovský. Nejdůležitější památkou obce je zámek přestavěný do současné novogotické podoby v roce 1856 na podnět Karla Lichnovského. Pobývali na něm mj. Ludwig van Beethoven (1806–1811) a Ferenc Liszt (1843–1848). Od roku 1930 patří zámecký areál Kongregaci sester sv. Františka od blahoslavené Panny Marie ustavičné pomoci, která zde provozuje domov pro mentálně postižená děvčata.
Katolický kostel svaté Anny byl postaven v barokním slohu v letech 1791–1793 na místě staršího, z nějž byla ponechána goticko-renesanční věž. Dalšími památkami jsou klasicistní fara z roku 1826 a řada kapliček či božích muk z 18. až 20. století.
Na Odře východně od Křižanovic byly v počátcích 21. století dokončeny dva poldery sloužící především protipovodňové ochraně Ratiboře: Buków (2002) a Racibórz Dolny (2020).
U křižovatky v centru obce se nachází Venkovní muzeum černého dubu (Plenerowe Muzeum Czarnego Dębu) – volně přístupná expozice černých kmenů dubů. Černá barva vznikla přirozeným procesem po nanesení záplavových nánosů řekou Odrou na kmeny stromů, které byly odneseny při povodních.

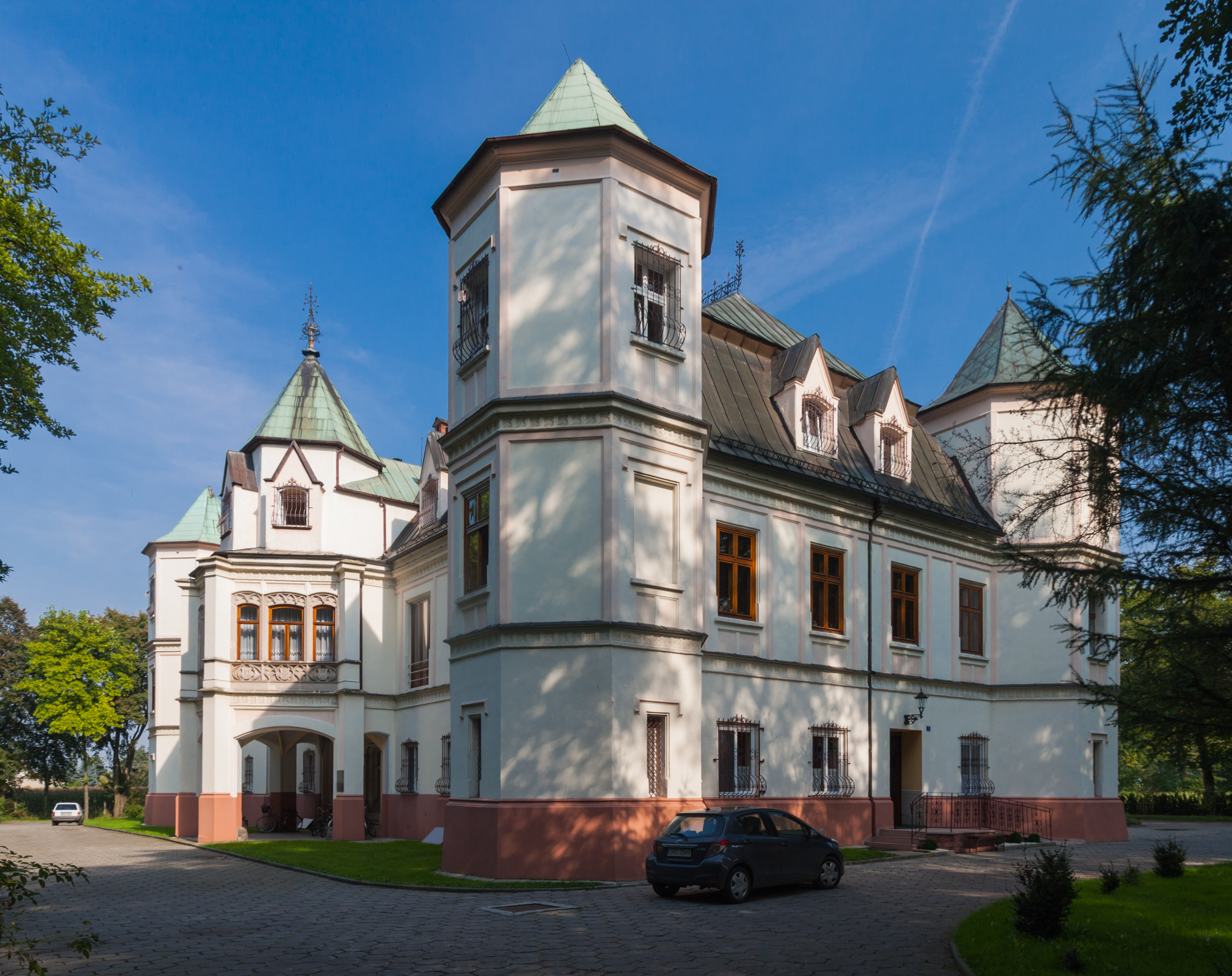
Zámek
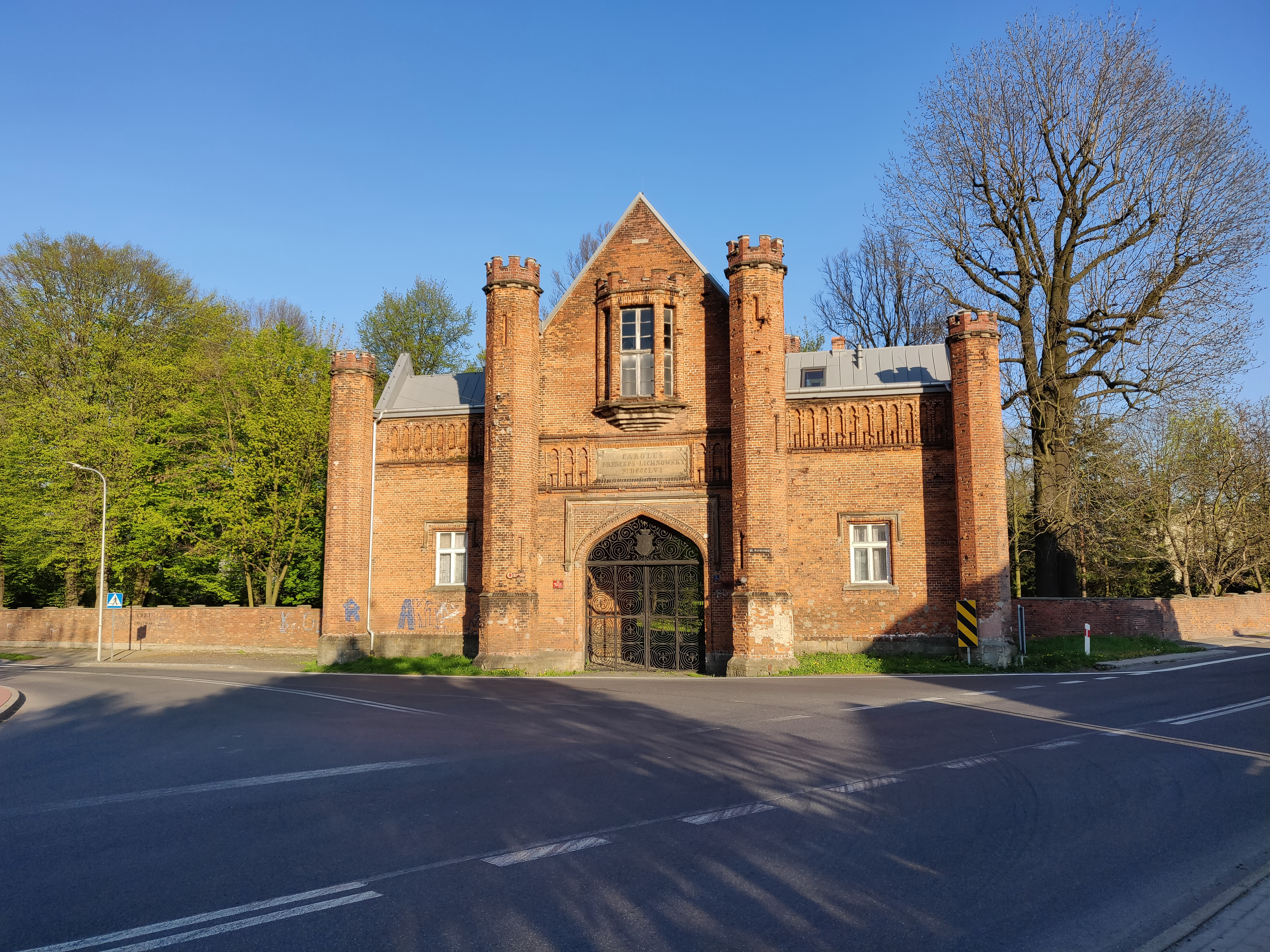
Vstupní brána do zámeckého parku
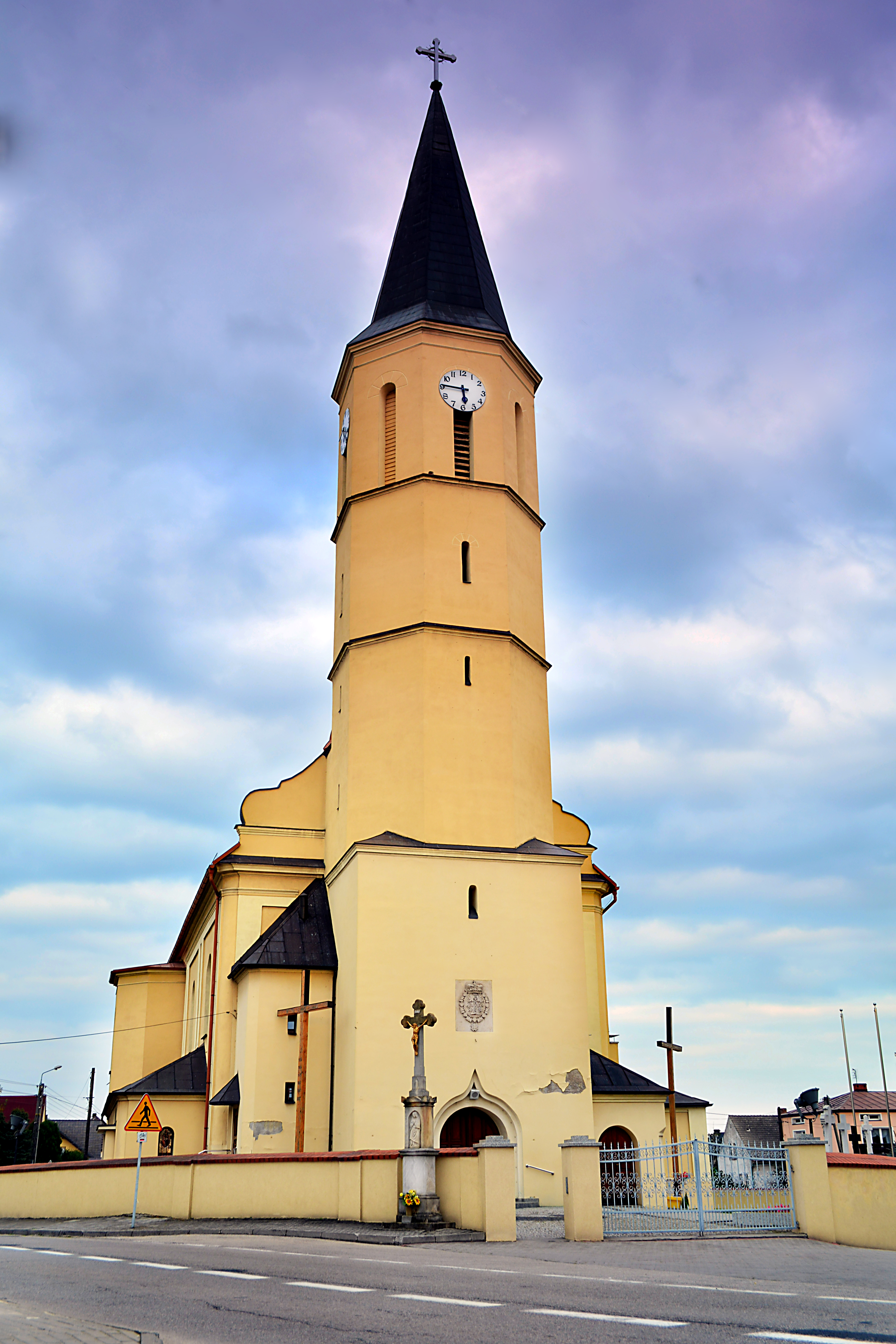
Kostel svaté Anny
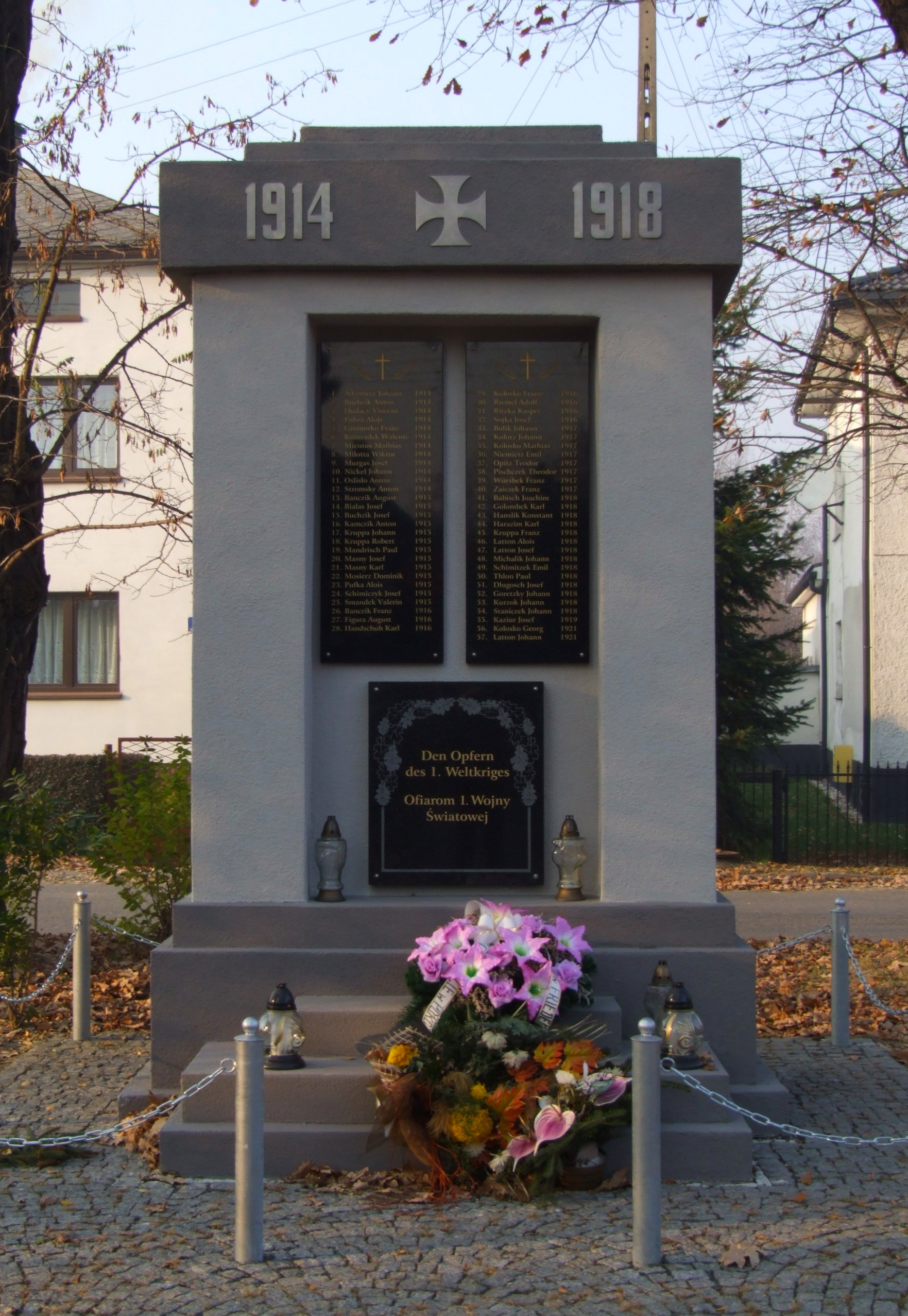
Pomník občanům padlým za první světové války
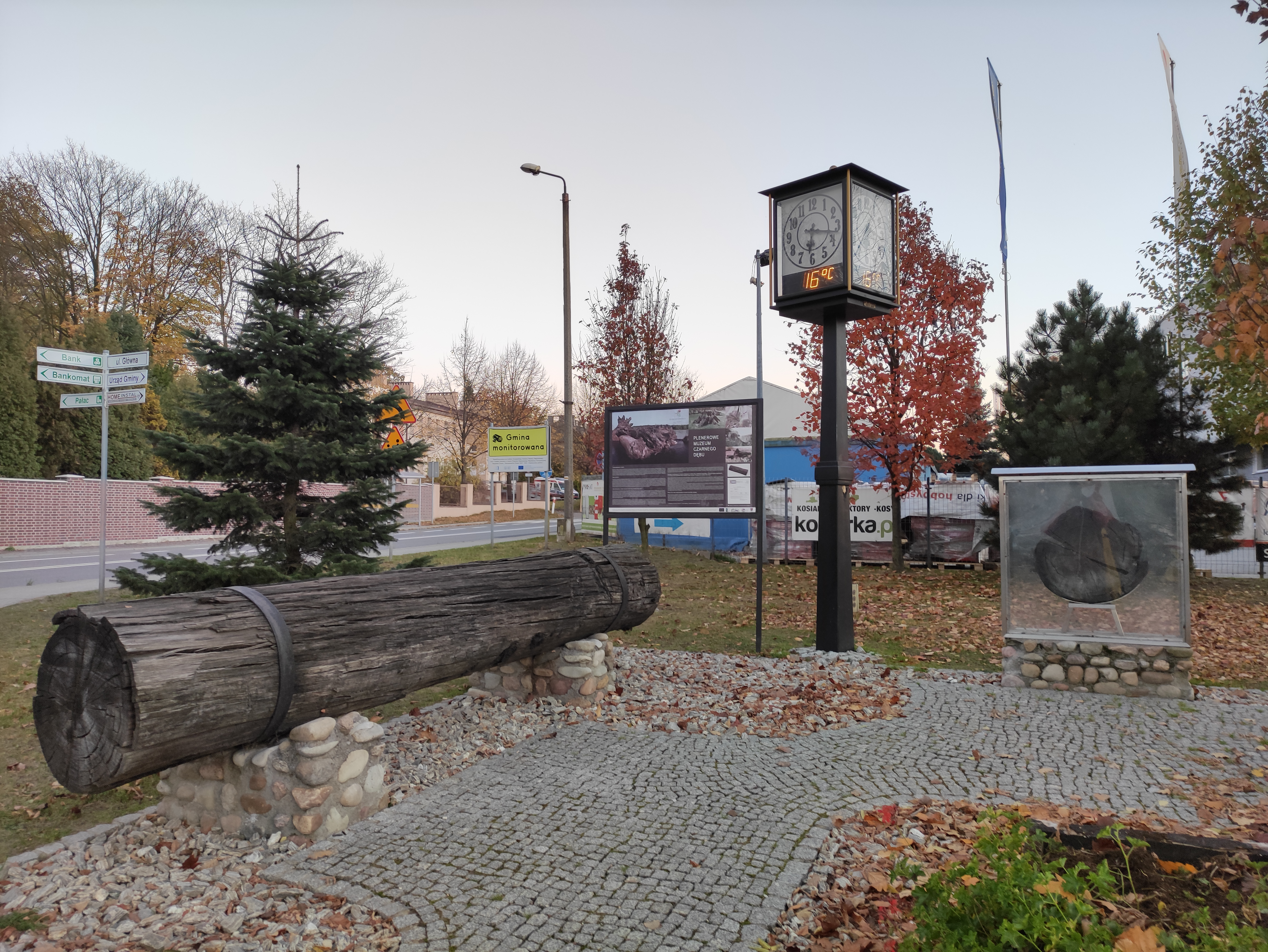
Venkovní muzeum černého dubu

## Doprava

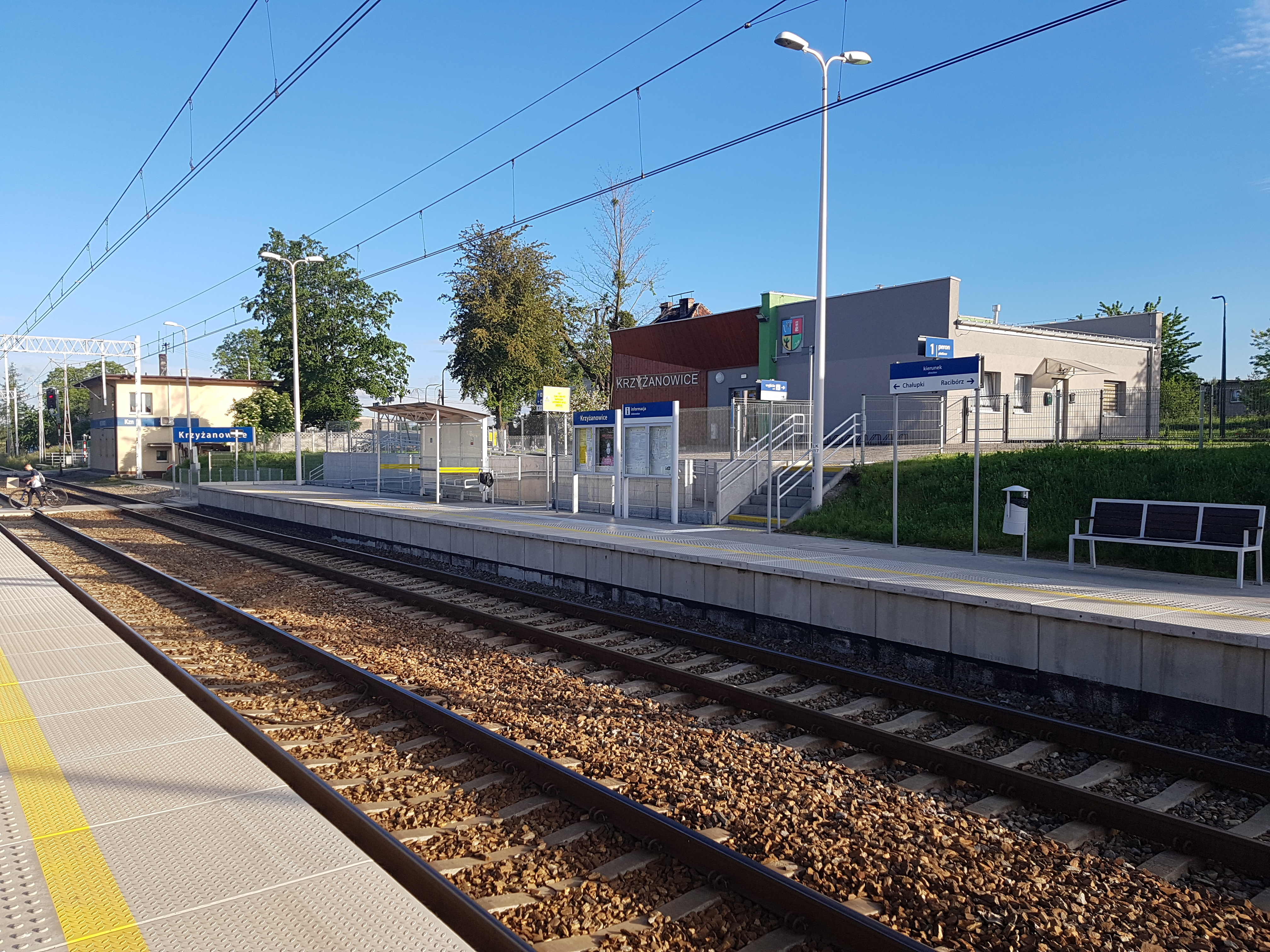
Železniční stanice

Křižanovice leží na železniční trati z Bohumína do Ratiboře. Ve stanici Krzyżanowice, která se nachází východně od centra vsi, zastavují osobní vlaky společnosti Koleje Śląskie (Slezské dráhy). Regionální autobusovou dopravu (spoje do Ratiboře, Chałupek a Ovsišť) zajišťuje dopravní podnik PKS Racibórz, přeshraniční linky nejsou provozovány.
Obcí prochází národní silnice (droga krajowa) č. 45, která spojuje Zabelkov na českých hranicích s Opolím, a také zde začíná vojvodská silnice (droga wojewódzka) č. 936 ve směru na Vladislav (Wodzisław Śląski).